# روث بلاكبيرن
روث بلاكبيرن (بالإنجليزية: Ruth Blackburn)‏ (27 مايو 1992 ببريزبان في أستراليا - ) هي لاعبة كرة قدم أسترالية في مركز الدفاع. لعبت مع Adelaide United FC (women) ‏ وBrisbane Roar FC (women) ‏.

## وصلات خارجية
- روث بلاكبيرن على موقع قاعدة بيانات كرة القدم.إي يو (الإنجليزية)
- روث بلاكبيرن على موقع Soccerway.com (الإنجليزية)